# Coppa Italia 2009-2010 (hockey su pista)
La Coppa Italia 2009-2010 è stata la 41ª edizione della principale coppa nazionale italiana di hockey su pista. La competizione ha avuto luogo dal 10 ottobre al 24 novembre 2009.
Il trofeo è stato conquistato dal Follonica per l'8ª volta nella sua storia.

## Formula
Al torneo hanno preso parte le 8 squadre che hanno partecipato ai play-off scudetto della serie A1 2008-2009. Le partecipanti sono state divise in due gruppi di quattro squadre ciascuno; ogni girone si è svolto con partite di sola andata in sede unica.
Le vincenti dei due gironi di semifinale si sono affrontate nella finale, con partite di andata e ritorno.

## Squadre partecipanti
- AFP Giovinazzo
- Bassano 54
- CGC Viareggio
- Follonica -  Detentore Coppa Italia 2008-2009
- Marzotto Valdagno - Finalista Coppa Italia 2008-2009
- Roller Bassano
- Seregno
- Trissino

## Risultati

### Fase a gironi

#### Girone A
Il girone A fu disputato a Viareggio dal 10 all'11 ottobre 2009.
| Squadra           | Pt | G | V | N | P | GF | GS | DG  |
| ----------------- | -- | - | - | - | - | -- | -- | --- |
| CGC Viareggio     | 7  | 3 | 2 | 1 | 0 | 11 | 3  | +8  |
| Marzotto Valdagno | 6  | 3 | 2 | 0 | 1 | 10 | 10 | 0   |
| AFP Giovinazzo    | 4  | 3 | 1 | 1 | 1 | 12 | 6  | +6  |
| Trissino          | 0  | 3 | 0 | 0 | 3 | 5  | 19 | -14 |

| Viareggio 10 ottobre 2009, ore 21:00 CET | CGC Viareggio | 1 – 1 | AFP Giovinazzo | PalaBarsacchi |

| Viareggio 10 ottobre 2009, ore 22:15 CET | Marzotto Valdagno | 5 – 3 | Trissino | PalaBarsacchi |

| Viareggio 11 ottobre 2009, ore 11:30 CET | AFP Giovinazzo | 2 – 3 | Marzotto Valdagno | PalaBarsacchi |

| Viareggio 11 ottobre 2009, ore 13:00 CET | Trissino | 0 – 5 | CGC Viareggio | PalaBarsacchi |

| Viareggio 11 ottobre 2009, ore 20:45 CET | Trissino | 2 – 9 | AFP Giovinazzo | PalaBarsacchi |

| Viareggio 11 ottobre 2009, ore 22:00 CET | CGC Viareggio | 5 – 2 | Marzotto Valdagno | PalaBarsacchi |

#### Girone B
Il girone B fu disputato a Bassano del Grappa dal 10 all'11 ottobre 2009.
| Squadra        | Pt | G | V | N | P | GF | GS | DG  |
| -------------- | -- | - | - | - | - | -- | -- | --- |
| Follonica      | 9  | 3 | 3 | 0 | 0 | 20 | 11 | +9  |
| Bassano 54     | 6  | 3 | 2 | 0 | 1 | 14 | 10 | +4  |
| Seregno        | 3  | 3 | 1 | 0 | 2 | 11 | 12 | -1  |
| Roller Bassano | 0  | 3 | 0 | 0 | 3 | 6  | 18 | -12 |

| Bassano del Grappa 10 ottobre 2009, ore 18:30 CET | Bassano 54 | 5 – 1 | Roller Bassano | PalaBassano |

| Bassano del Grappa 10 ottobre 2009, ore 20:30 CET | Follonica | 6 – 3 | Seregno | PalaBassano |

| Bassano del Grappa 11 ottobre 2009, ore 10:00 CET | Roller Bassano | 4 – 8 | Follonica | PalaBassano |

| Bassano del Grappa 11 ottobre 2009, ore 12:00 CET | Bassano 54 | 5 – 3 | Seregno | PalaBassano |

| Bassano del Grappa 11 ottobre 2009, ore 18:30 CET | Roller Bassano | 1 – 5 | Seregno | PalaBassano |

| Bassano del Grappa 11 ottobre 2009, ore 20:30 CET | Bassano 54 | 4 – 6 | Follonica | PalaBassano |

### Finale
| Viareggio 27 ottobre 2009, ore 20:45 CET Finale di Andata | CGC Viareggio | 4 – 3 | Follonica | PalaBarsacchi |

| Follonica 24 novembre 2009, ore 21:00 CET Finale di Ritorno | Follonica | 5 – 3 | CGC Viareggio | Pista Armeni |